# Славко Михалич
Славко Михалич (хорв. Slavko Mihalić; *16 березня 1928, м. Карловац, тепер Хорватія — 5 лютого 2007, Загреб, Хорватія) — хорватський поет і літературознавець, перекладач; член Хорватської академії наук і мистецтв; голова Хорватської спілки письменників (2000).

## Біографія
Початкову і середню школу закінчив у Карловаці. Писати вірші почав з 14-річного віку. Поступив на філософський факультет Загребського університету. Там у 1952 році він почав випускати щомісячний літературний часопис «Tribina». Працював редактором у видавництві «Lykos».
Перша збірка віршів Славка Михалича «Камерна музика» вийшла в 1954 році. Наприкінці 1950-х був одним з ініціаторів Стружського фестивалю поезії (Північна Македонія), одного з найбільших подібних на Балканах.
У 1970-х роках, не маючи можливості вільно публікуватися, займався перекладами поезії.
З 1984 року — член, а з 1991 року — дійсний член Хорватської академії наук і мистецтв. Від 1995 року — член-кореспондент Словенської академії наук і мистецтв.
Славко Михалич був нагороджений численними преміями і відзнаками, в тому числі лауреат премій Владимира Назора (річна за книгу віршів у прозі “Zavodnička šuma”, 1992; за життєвий внесок, 1996), Тіна Уєвича (1982), Івана Брлича Мажуранича (1976), нагороди Спілки письменників Хорватії (1957, за книгу віршів “Put u nepostojanje”), Матиці Хорватської (1967, за книгу “Izabrane pjesme”), міста Загреба (1962 — за книгу віршів “Godišnja doba”, 1970 — за книгу віршів “Posljednja večera”), Фонду Мирослава Крлежі (1986), часопису Vjesnik (1998, за працю “Ivan Goran Kovačić” і книгу віршів “Pandorina kutija”).
Поетичні збірки Михалича публікувалися у перекладах понад 20 мовами світу.

## Книги
| - 1954 — Komorna muzika - 1956 — Put u nepostojanje - 1957 — Početak zaborava - 1958 — Darežljivo progonstvo - 1964 — Ljubav za stvarnu zemlju - 1966 — Jezero - 1969 — Posljednja večera - 1972 — Vrt crnih jabuka - 1977 — Klopka za uspomene - 1980 — Izabrane pjesme, u: Pet stoljeća hrvatske književnosti, knj. 164 - 1981 — Pohvala praznom džepu - 1985 — Tihe lomače - 1987 — Iskorak | - 1988 — Izabrane pjesme - 1990 — Mozartova čarobna kočija - 1990 — Ispitivanje tišine - 1992 — Zavodnička šuma - 1993 — Baršunasta žena - 1995 — Karlovački diptih - 1996 — Približavanje oluje - 1997 — Pandorina kutija - 1998 — Sabrane pjesme - 2000 — Akordeon - 2004 — Močvara - 2005 — Posljednja večera |